# U.S. Highway 276
Der U.S. Highway 276 (kurz US 276) ist ein Nord-Süd United States Highway in den Vereinigten Staaten, der über eine Strecke von 171,2 km (106,4 mi) von Mauldin in South Carolina an der Interstate 385/Interstate 185 bis zur Interstate 40 in Cove Creek im Bundesstaat North Carolina führt. Der Highway ist ein Zubringer für den U.S. Highway 76 und verlängert dessen Einzugsgebiet bis nach North Carolina.

## Verlauf

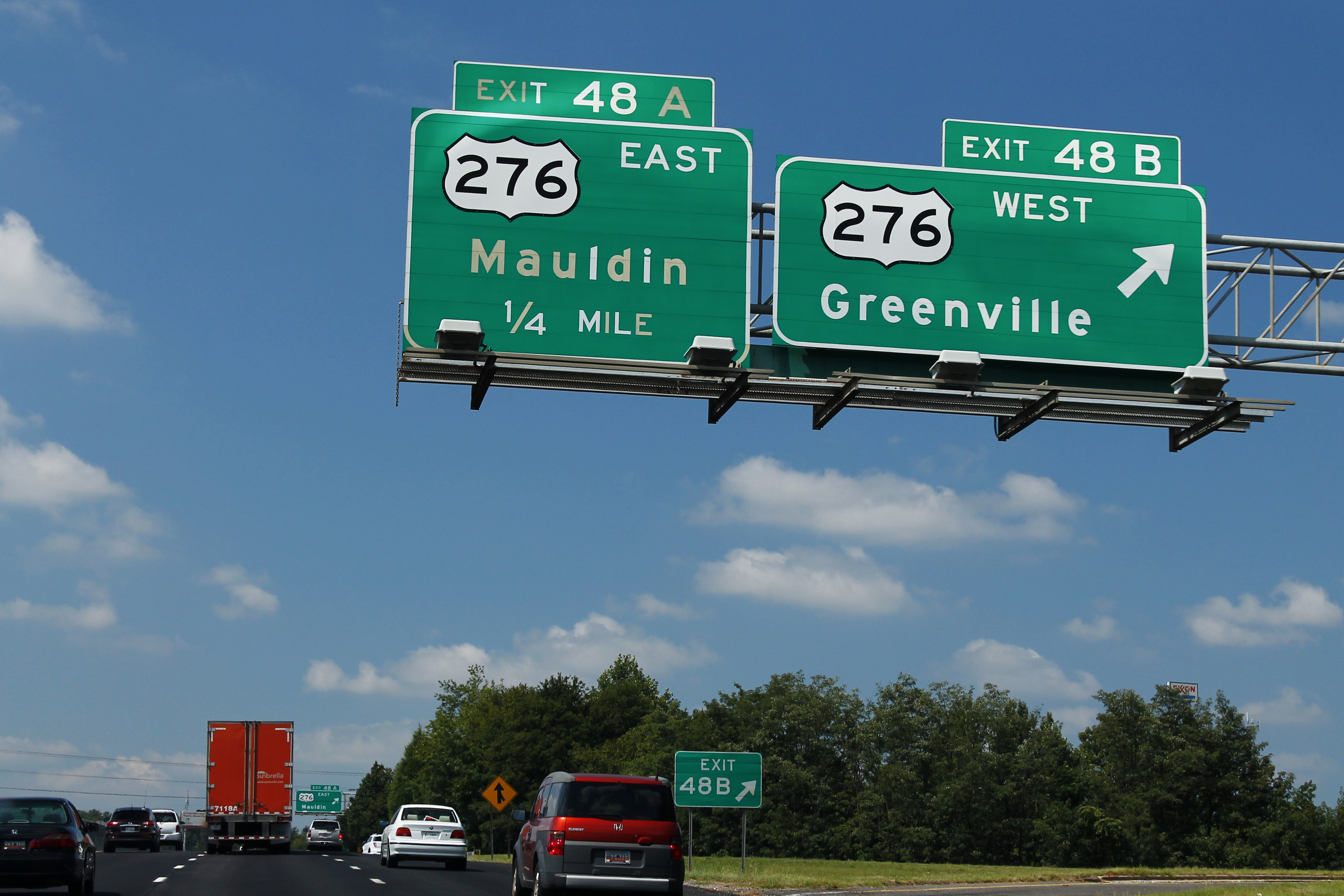
Der US Highway 276 bei Greenville

### South Carolina
Von Mauldin aus verläuft der Highway nach Norden durch Greenville über Travelers Rest, bis er kurz hinter Caesars Head State Park die Grenze nach North Carolina erreicht. 

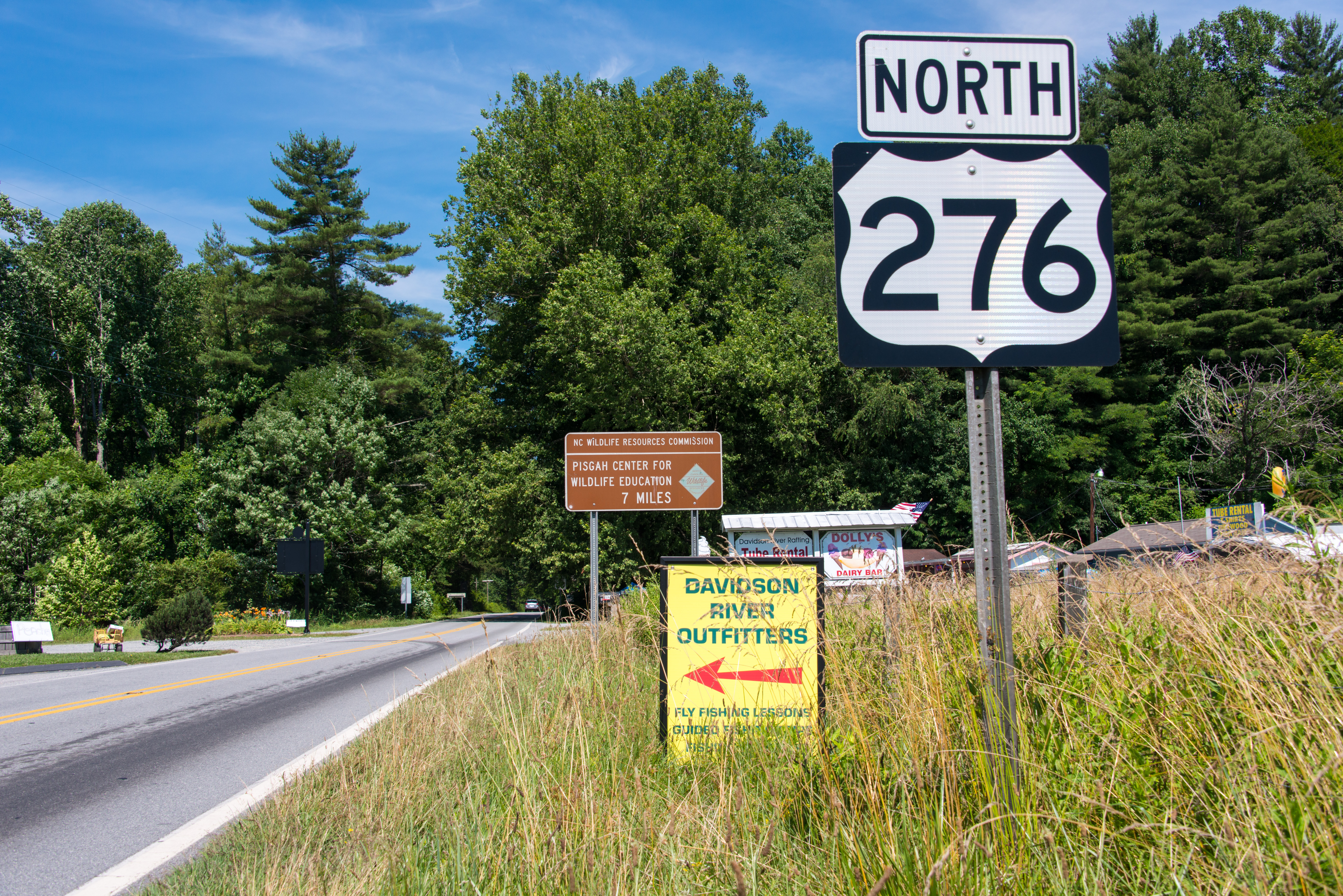
Der US Highway 276 bei Bevard

### North Carolina
In Brevard ist der Highway mit dem U.S. Highway 64 zusammengelegt. Anschließend verläuft der Highway durch den Pisgah National Forest dabei wird der Blue Ridge Parkway gekreuzt. Anschließend passiert der Highway Waynesville um dann bei Cove Creek auf der I40 zu enden.

### Besonderheit
In South Carolina wird der Highway als Ost-West-Verbindung geführt, während in North Carolina Nord-Süd verwendet wird. Somit hat der Highway ein östliches und ein nördliches Ende.